# Gianfranco Brancatelli
Gianfranco Gaetano Brancatelli (Torino, 18 gennaio 1950) è un ex pilota automobilistico italiano.

## Biografia
Debutta nel 1972 nella Formula Italia, della quale conquisterà il titolo due anni più tardi. Passa alla Formula 3, ottenendo il terzo posto nella classifica del campionato europeo 1976. Sale in Formula 2 ma, a causa di vetture poco affidabili, senza cogliere risultati significativi.
Nel 1979 coglie l'occasione di correre nella Formula 1. Al volante di una lenta Kauhsen tenterà di qualificarsi in Spagna e in Belgio. Nel primo caso chiude a 8 secondi dal polesitter e nel secondo a 13 (che, per combinazione, è sempre Jacques Laffite).  Abbandonata la vettura tedesca tenterà di qualificarsi ancora una volta con una Merzario al Gran Premio di Monaco, ma senza fortuna.
Terminata la carriere nelle vetture a ruote scoperte Brancatelli passerà a correre con le vetture prototipi come  Jaguar, Sauber-Mercedes e Nissan. Coglie la vittoria nel Campionato Europeo Turismo nel 1985, la vittoria nel Campionato Italiano Superturismo  nel 1988 e il secondo posto nella 24 Ore di Le Mans del 1989 con la Sauber.

## Risultati completi in Formula 1
| 1979 | Scuderia         | Vettura |  |  |  |  |    |    |     |  |  |  |  |  |  |  |  |  |  | Punti | Pos. |
| ---- | ---------------- | ------- |  |  |  |  | -- | -- | --- |  |  |  |  |  |  |  |  |  |  | ----- | ---- |
| 1979 | Kauhsen Merzario | WK1 A3  |  |  |  |  | NQ | NQ | NPQ |  |  |  |  |  |  |  |  |  |  | 0     |      |

| Legenda | 1º posto     | 2º posto | 3º posto    | A punti         | Senza punti/Non class.  | Grassetto – Pole position Corsivo – Giro più veloce |
| Legenda | Squalificato | Ritirato | Non partito | Non qualificato | Solo prove/Terzo pilota | Grassetto – Pole position Corsivo – Giro più veloce |